# Georgentor (Dresden)

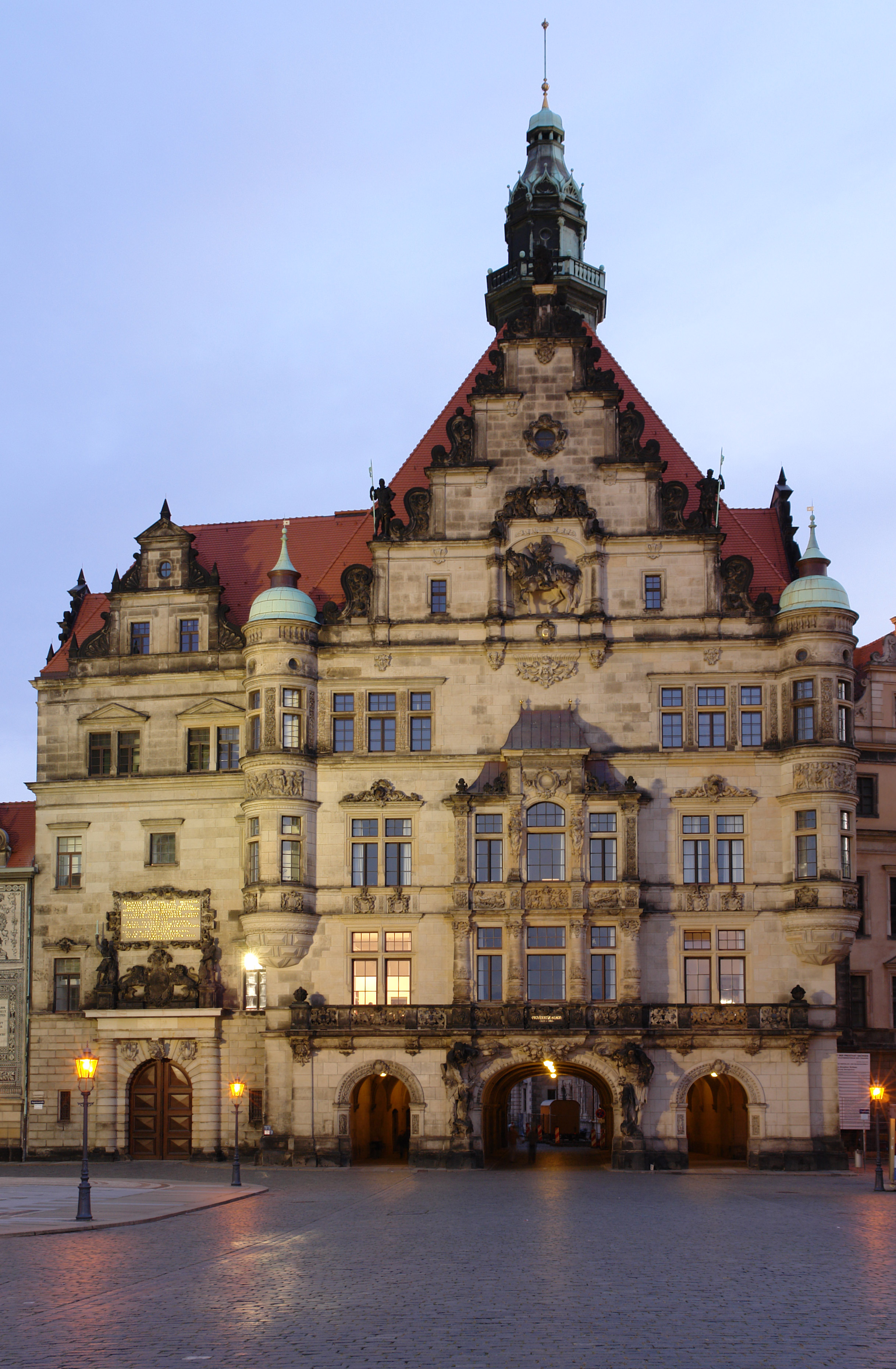
Der Georgenbau (Georgentor) mit seiner Neorenaissancefassade

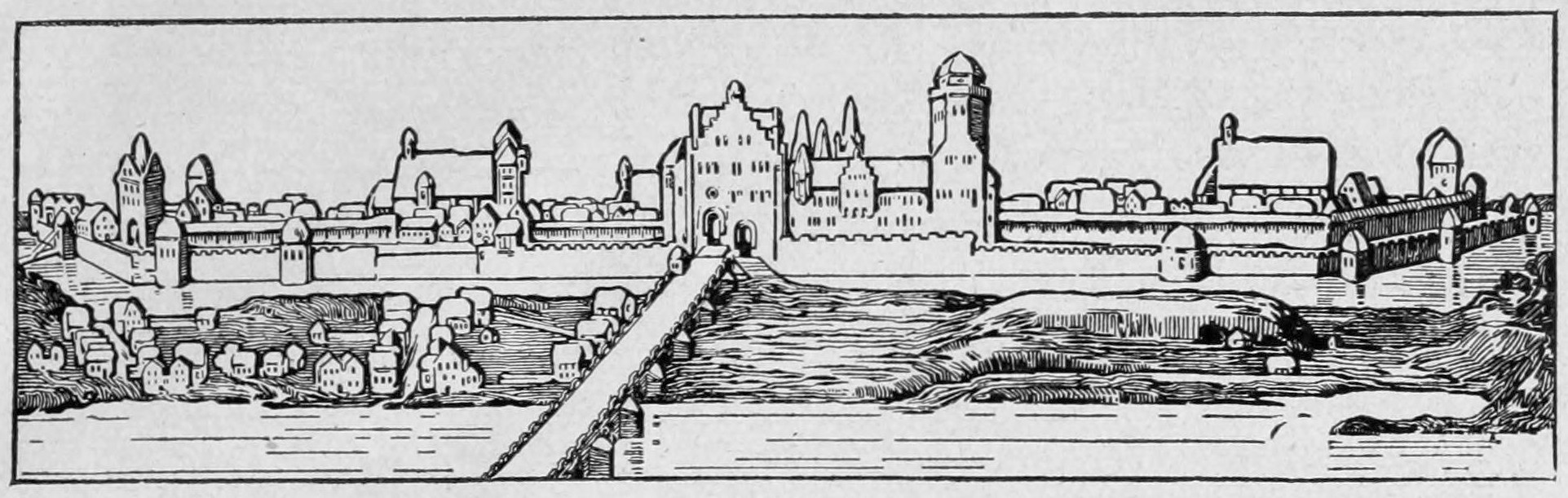
Das Georgentor (um 1535) war der alte Stadtausgang zur Elbbrücke

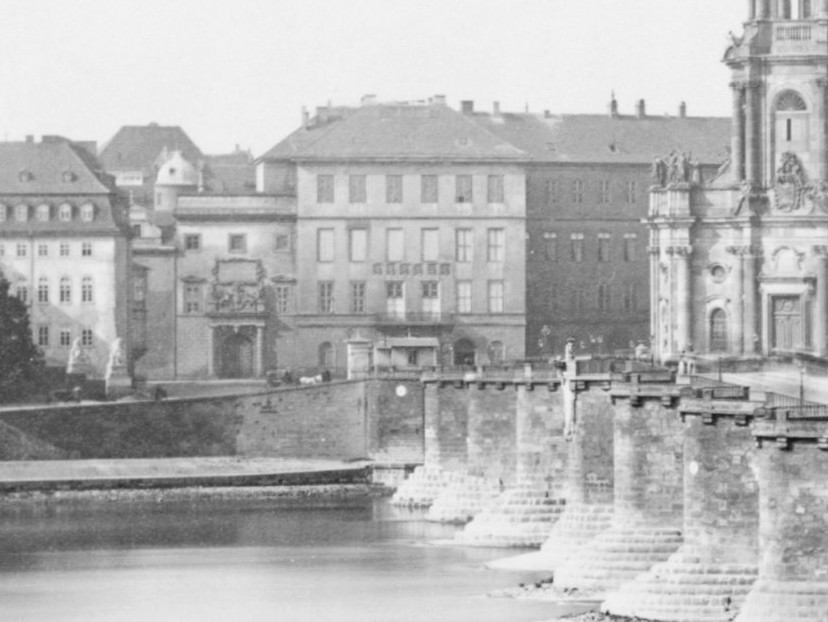
Das Georgentor um 1865

Das Georgentor oder der Georgenbau ist der ursprüngliche Stadtausgang von Dresden zur Elbbrücke. Er liegt in der Inneren Altstadt am Schloßplatz zwischen dem Residenzschloss und dem Stallhof. Dieser erste Renaissancebau in Dresden wurde von Georg dem Bärtigen veranlasst, der das ehemalige Stadttor zur damals einzigen Dresdner Elbbrücke von 1530 bis 1535 zum Georgentor umbauen ließ. Der Bau besticht heute durch seine repräsentative Fassade im monumentalen Neorenaissancestil.

## Geschichte

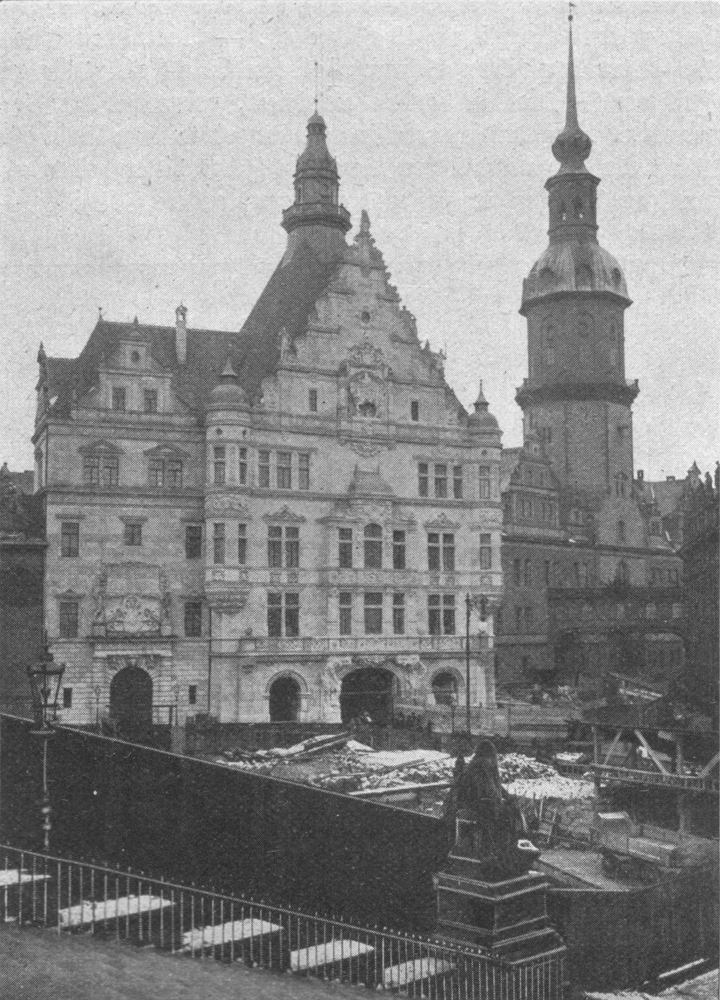
Georgentor 1902

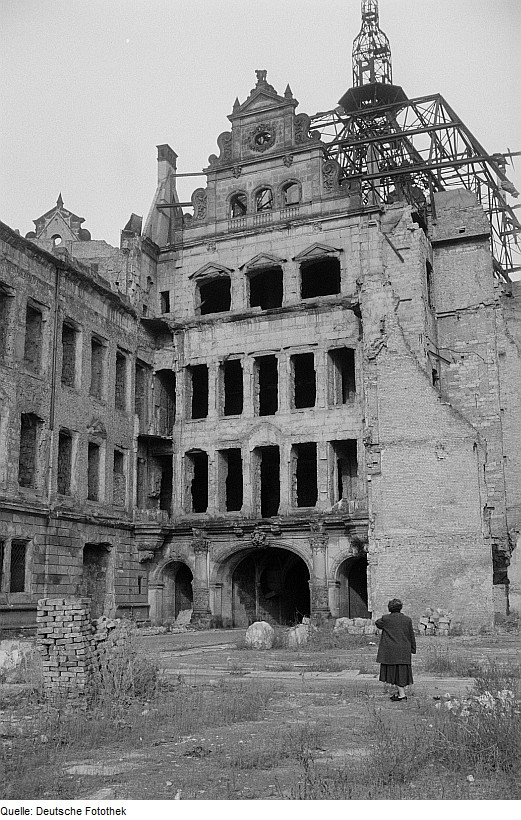
Georgentor 1954

Der alte Stadtausgang zur Elbbrücke, das Elbtor der Stadtfestung, wurde von 1530 bis 1535 vom Baumeister Bastian Kramer unter der Bauintendantur von Hans von Dehn-Rothfelser zum sogenannten Georgentor umgebaut. Es war das erste Renaissance-Bauwerk Dresdens, noch vor dem Umbau des Residenzschlosses, allerdings mit Anklängen an die lombardische Architektur.
Die Schauseite des Gebäudes war auf religiöse Themen bezogen. Dies zeigte sowohl der Figurenschmuck (hier die Darstellung von „Leben und Tod“) als auch sein Wahlspruch:
„Per Invidiam Diaboli Mors Intravit In Orbem“ (Durch den Neid des Teufels ist der Tod in die Welt gekommen). Damit kommt die große Frömmigkeit von Herzog Georg dem Bärtigen zum Ausdruck. 
So war der „Dresdner Totentanz“ Bestandteil der Gebäudefassade, dieser ist heute in der Dreikönigskirche untergebracht. Der Wahlspruch ist oberhalb des Torbogens „am alten Georgentor“ angebracht (jetzt auf der Westseite des Gebäudes angeordnet).
Mitte des 16. Jahrhunderts wurde das Georgentor zugemauert. Der Verkehr wurde nicht wie bis dahin über die Schloßstraße geleitet, die am Georgentor begann, sondern durch das erweiterte Elbtor über die Augustusstraße und den Neumarkt. In dieser Zeit (1556) ließ Kurfürst August seine bisherige Landeshauptmünzstätte Freiberg im Zuge umfassender Reformen in die unmittelbare Nähe seines Residenzschlosses neben dem Georgentor verlegen. Sein Ziel war es, somit nur eine einzige Landesmünzstätte zu betreiben.
Nach der Zerstörung durch den Schlossbrand 1701 wurden im Georgenbau in den Jahren 1718 und 1719 durch den Franzosen Raymond Leplat, der auch die barocke Ausstattung des Schlosses Moritzburg entwarf, die kurfürstlichen bzw. königlichen Gemächer eingerichtet. So befanden sich dort zu seiner Zeit die Prunkgemächer Augusts des Starken. Bis 1730 erfolgte dann die komplette Wiederherstellung durch Johann Georg Maximilian von Fürstenhoff, den illegitimen Sohn von Johann Georg III.
Nach einer Aufstockung des Georgentors um 1833 wurde in den Jahren 1866 bis 1868 der Kleine Ballsaal eingerichtet. 
Bis 1901 erfolgte im Zusammenhang mit dem Schlossumbau die Umgestaltung der Fassade im Stil der Neorenaissance durch Gustav Dunger und Gustav Frölich. Das Rundbogenportal auf der Elbseite (ehemaliges Nordportal) wurde dabei an die Westseite Richtung Hofkirche versetzt. Das überlebensgroße, ca. vier Meter hohe Reiterstandbild Herzog Georgs des Bärtigen im Schaugiebel des Georgentors schuf seinerzeit der Bildhauer Christian Behrens.
Der letzte sächsische König Friedrich August III. bewohnte bis 1918 den Georgenbau.
Nach der Zerstörung des Georgentors durch die Luftangriffe auf Dresden im Februar 1945 wurde das Gebäude Mitte der 1960er Jahre äußerlich wiederaufgebaut, dabei jedoch verändert.

## Gegenwart
Auch heute ist die Durchwegung für den Autoverkehr gesperrt. Aufgrund der Lage im unmittelbaren Umfeld des Schlosses sowie auf der Achse Prager Straße – Augustusbrücke – Hauptstraße – Albertplatz sind erhebliche Fußgängerströme durch das Tor zu verzeichnen.

## Ausstellungen
Im Georgenbau sind derzeit die folgenden Ausstellungen zu sehen: 
- Münzkabinett – eine Sammlung historischer Münzen und Medaillen
- Weltsicht und Wissen um 1600 – eine Dauerausstellung von Kunstwerken aus der ehemaligen Dresdner Kunstkammer

außerdem der Silberwaffensaal und der Kleine Ballsaal.

## Ansichten

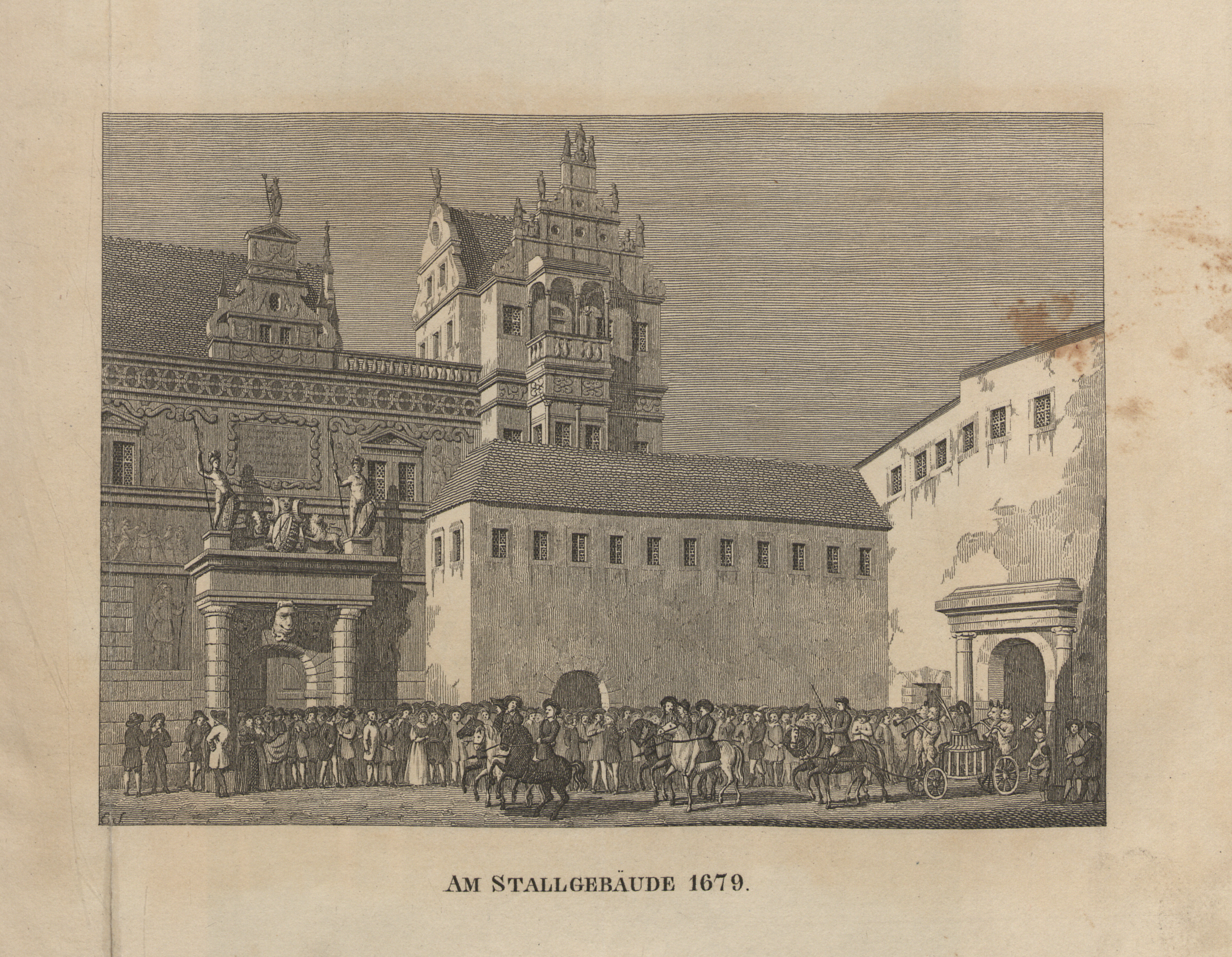
Jagdtor, 1679, links der Lange Gang, rechts der Eingang zum Elbtor, hinten das turmartige Georgentor
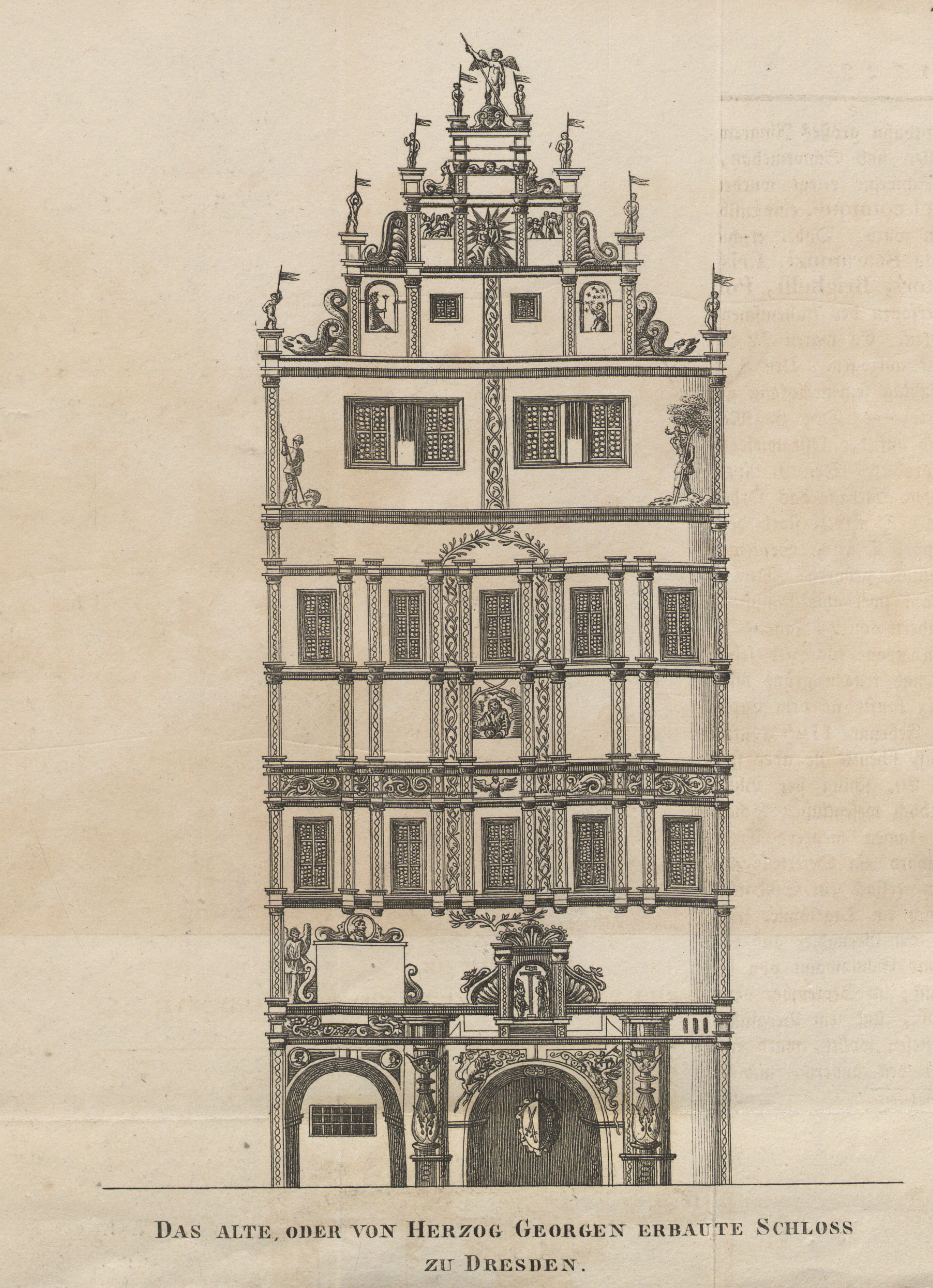
Georgentor, Südseite, 1680
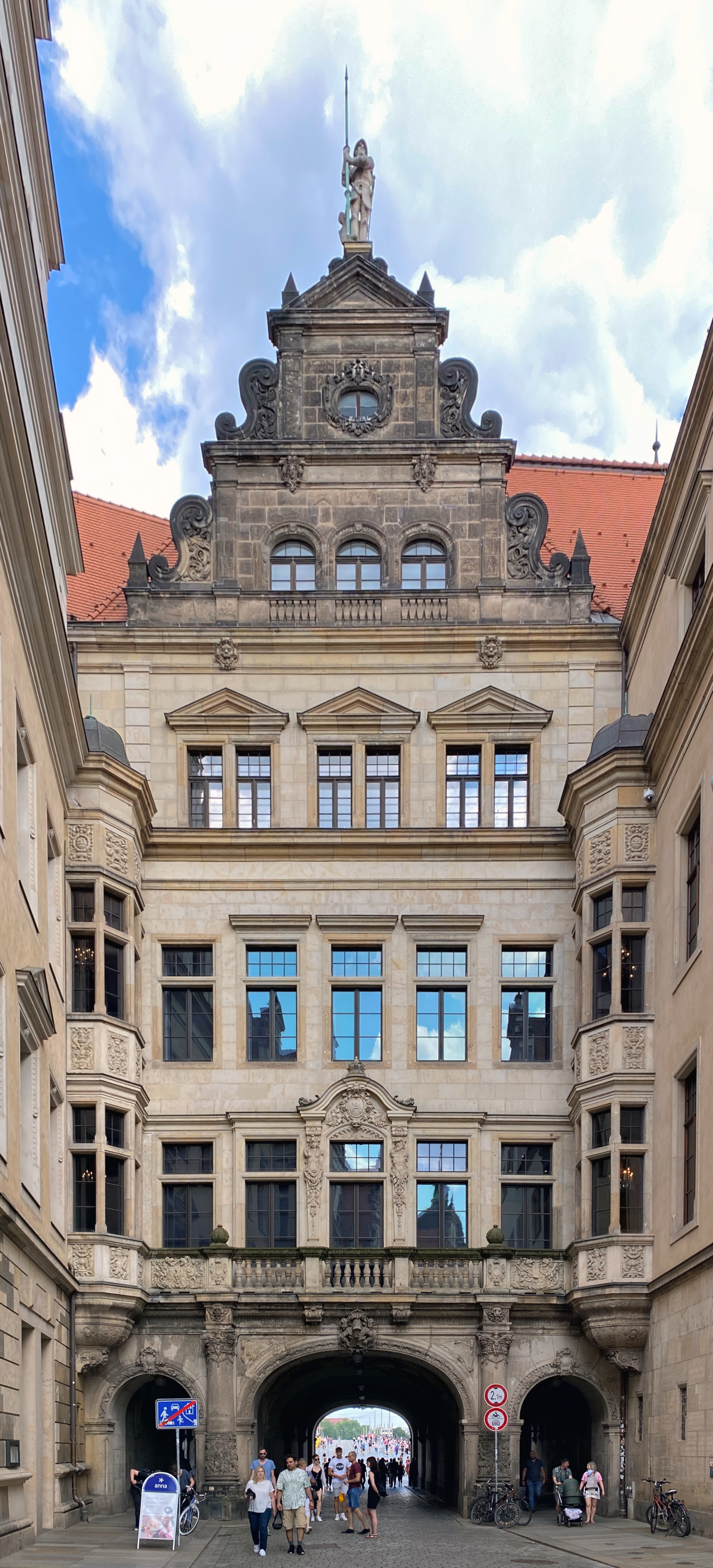
Ansicht aus der Stadtmitte auf das Georgentor mit Durchgang (Südseite)
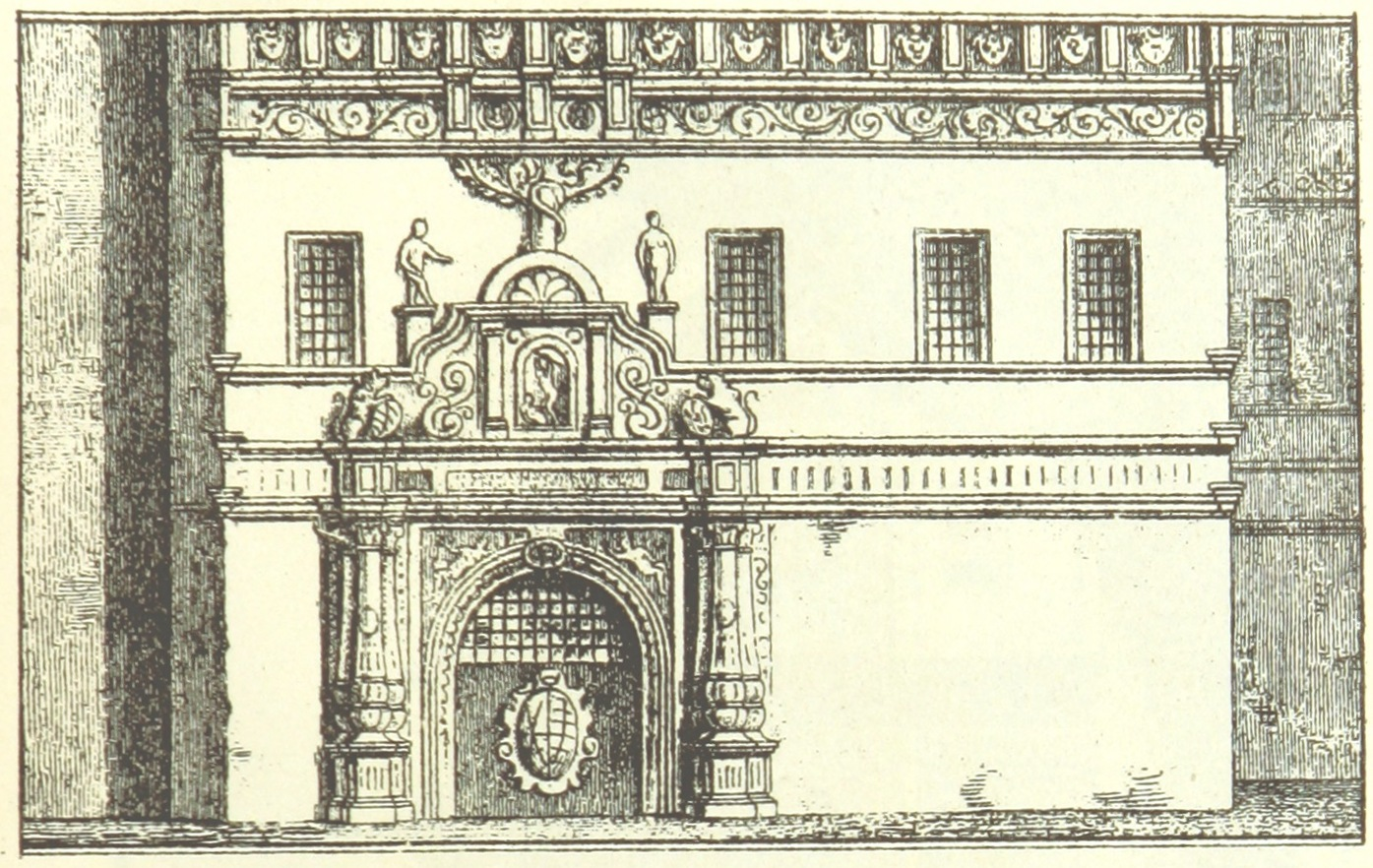
Georgentor (Jagdtor), Nordseite, 1679
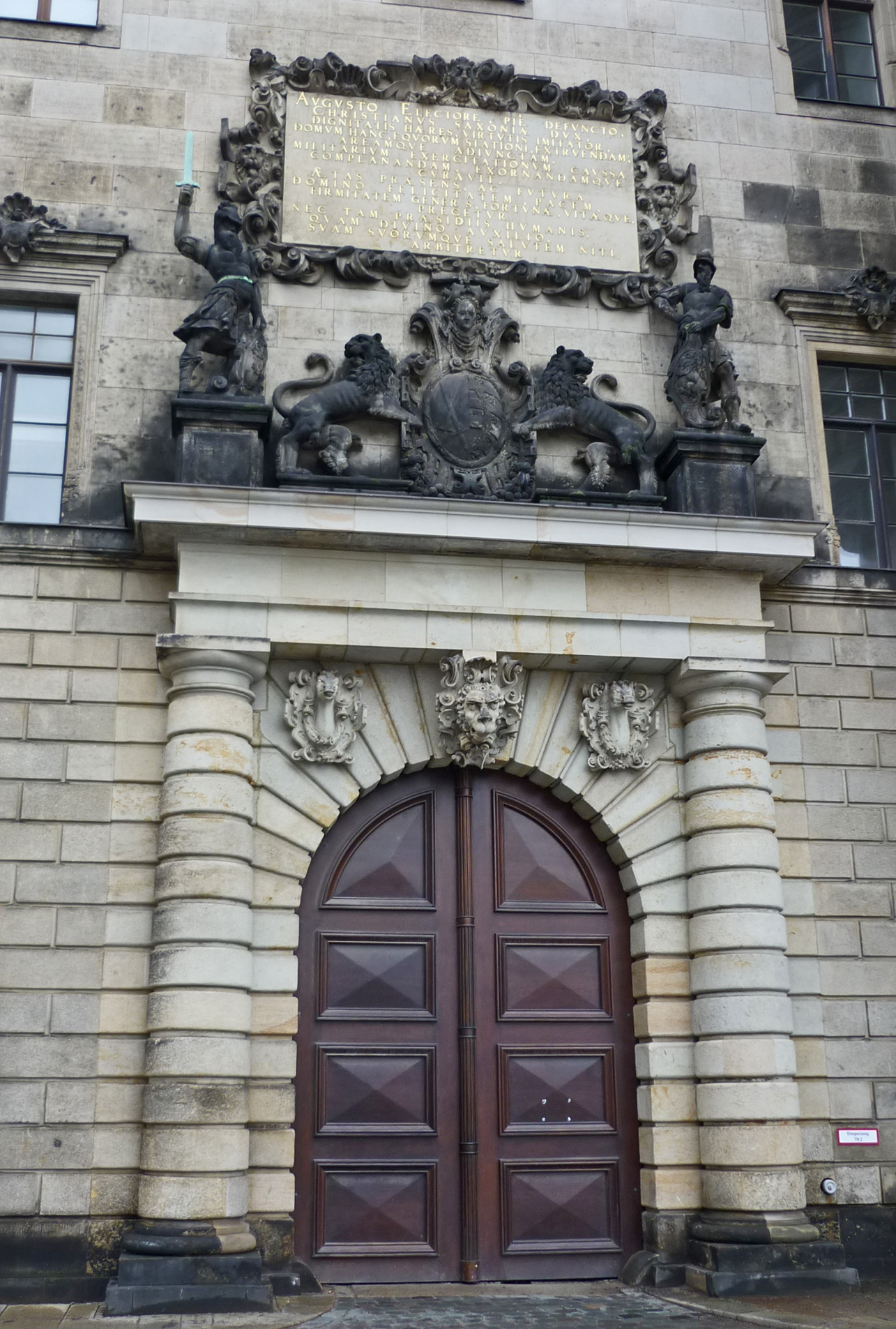
Jagdtor links neben dem Georgentor
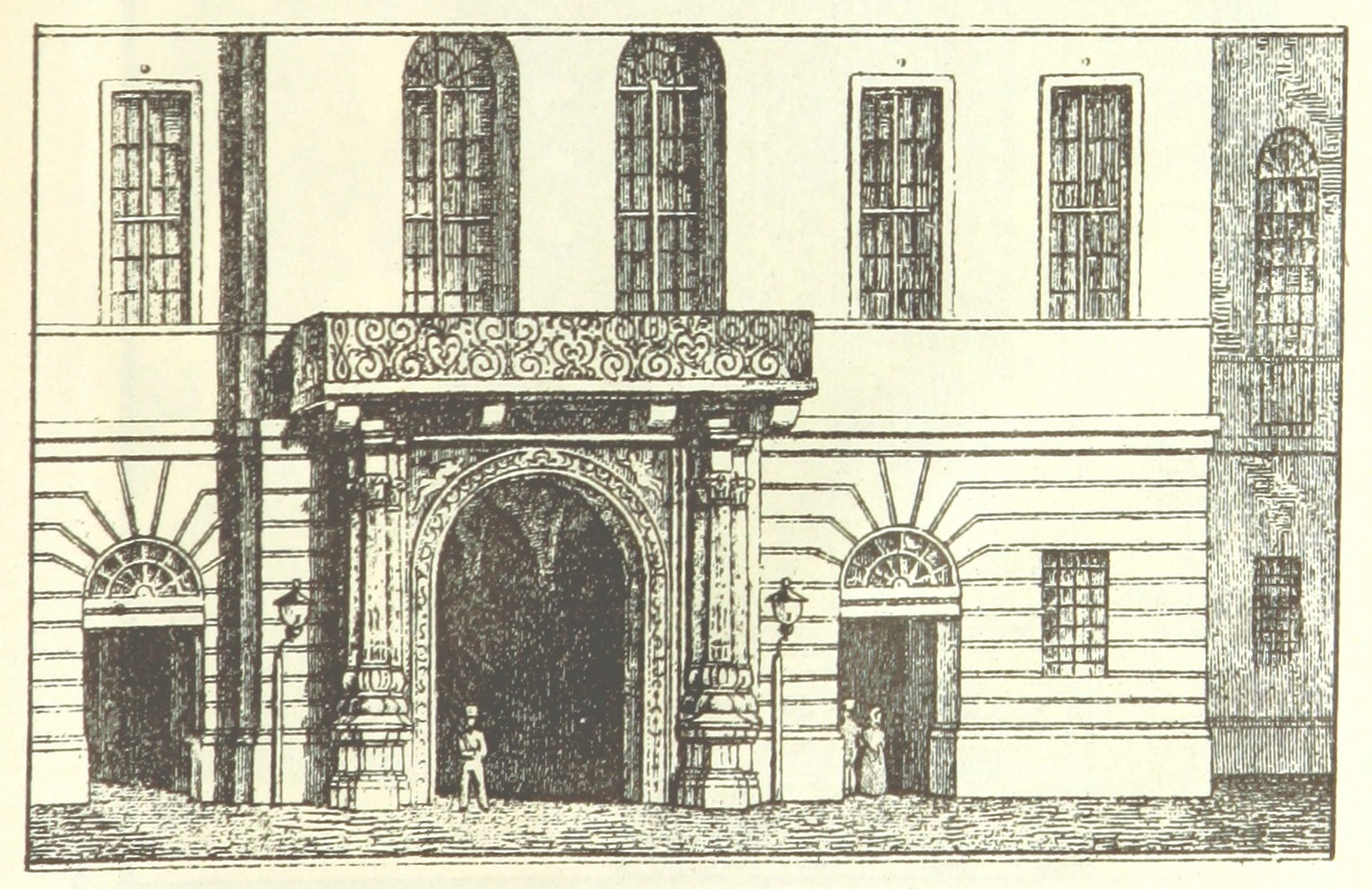
Nordseite im 19. Jahrhundert
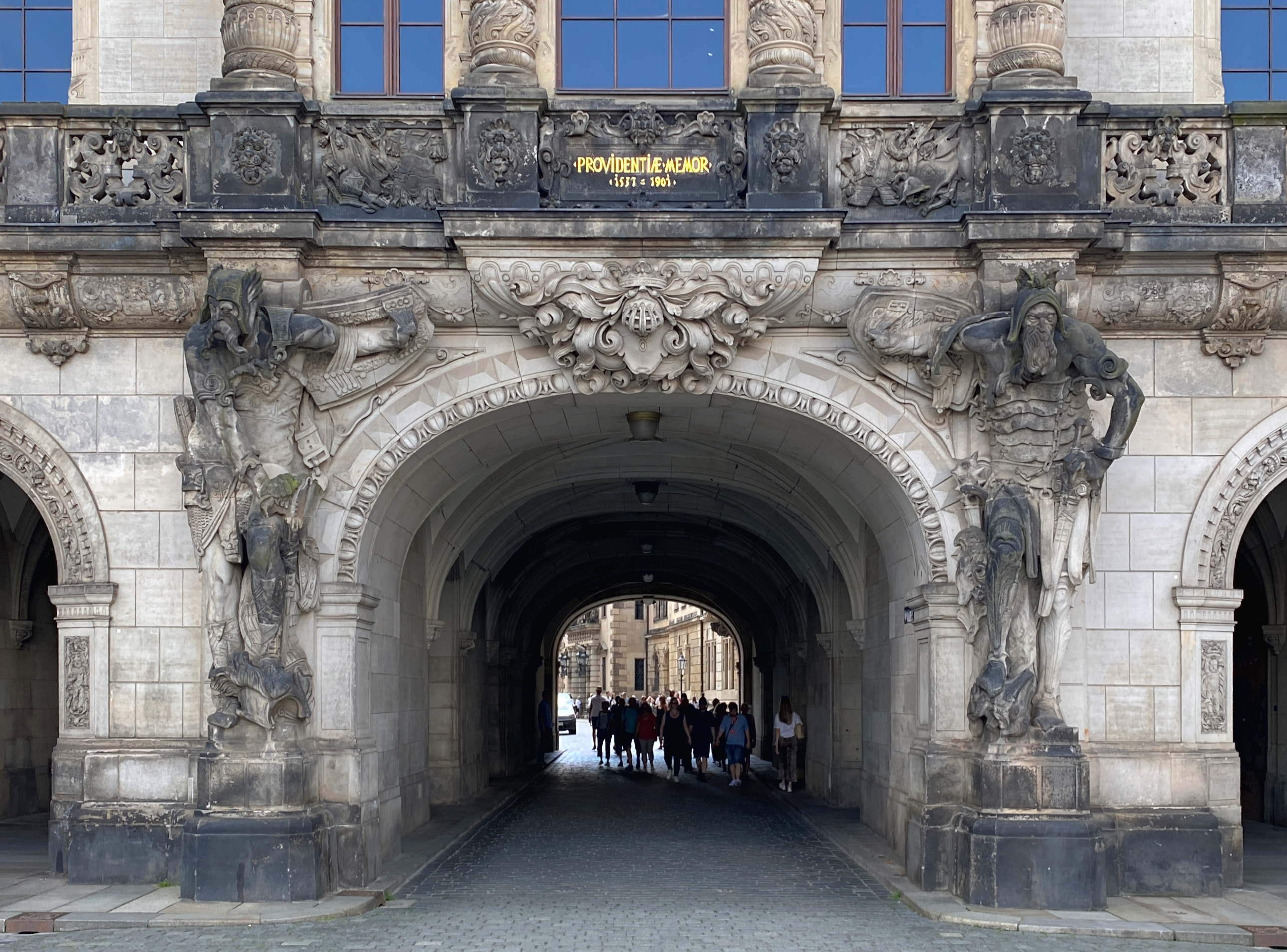
Gesamtübersicht des Durchganges (Nordseite)
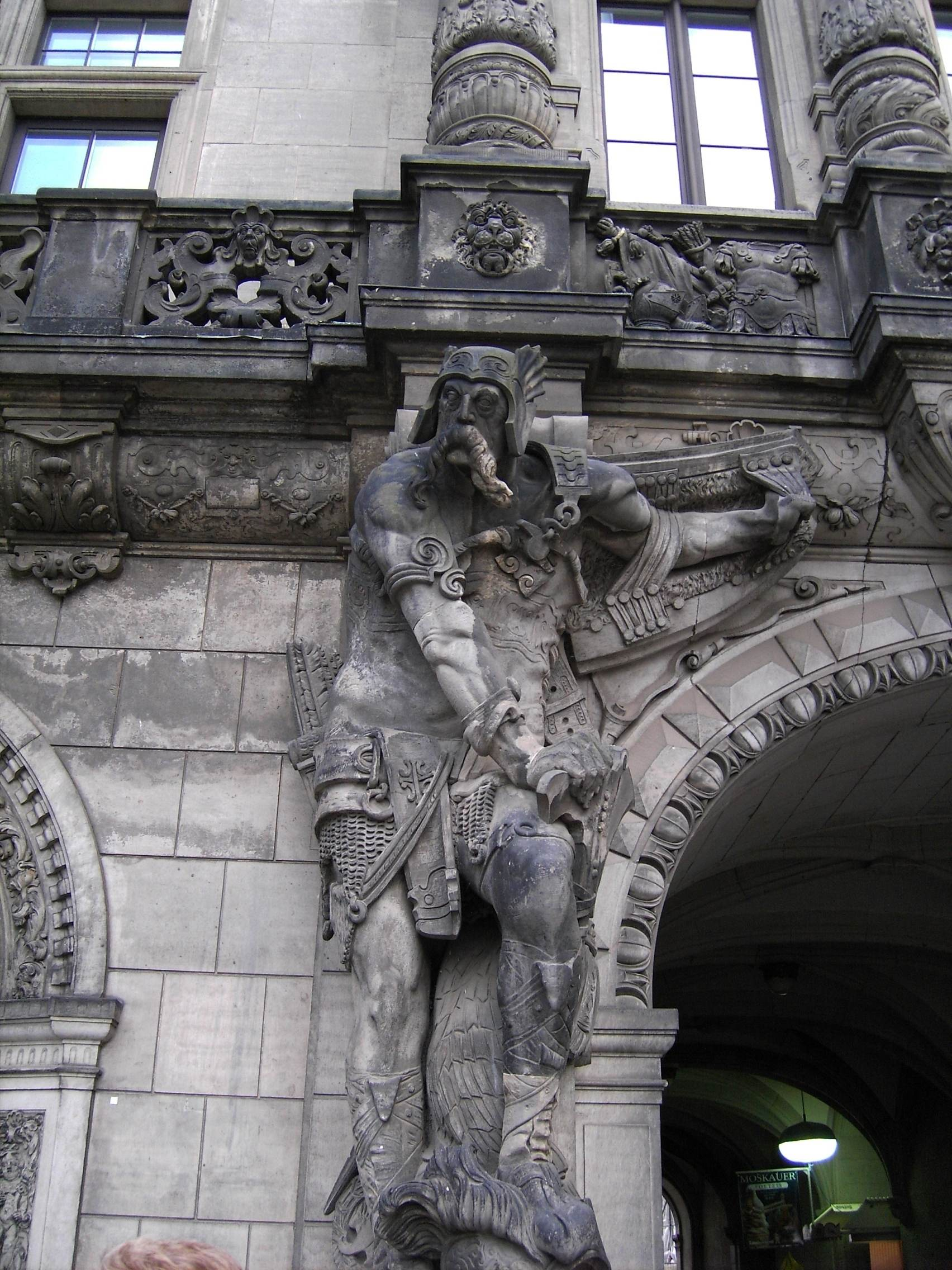
Linke Statue am Georgentor
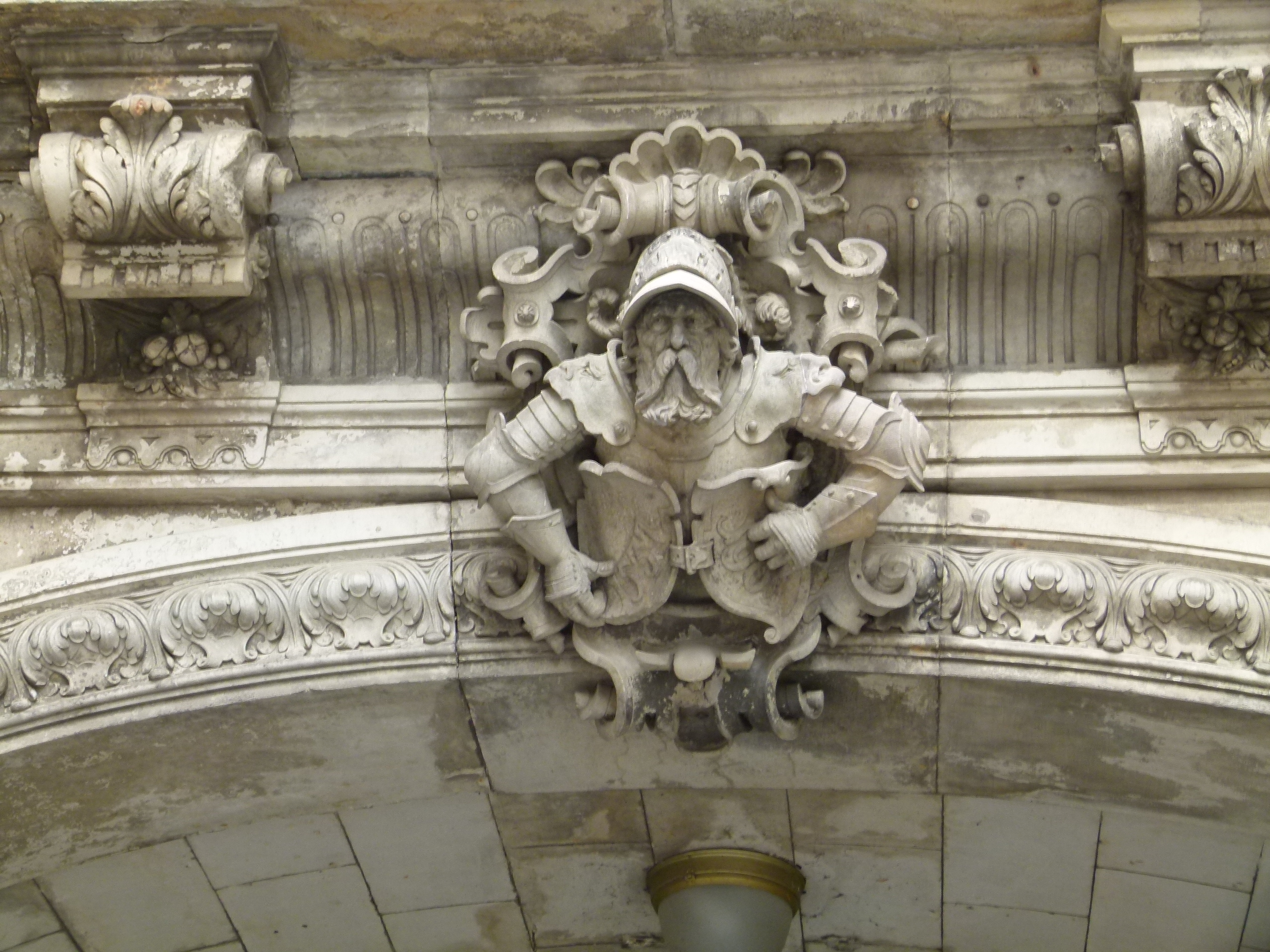
Abschlussstein am Georgentor
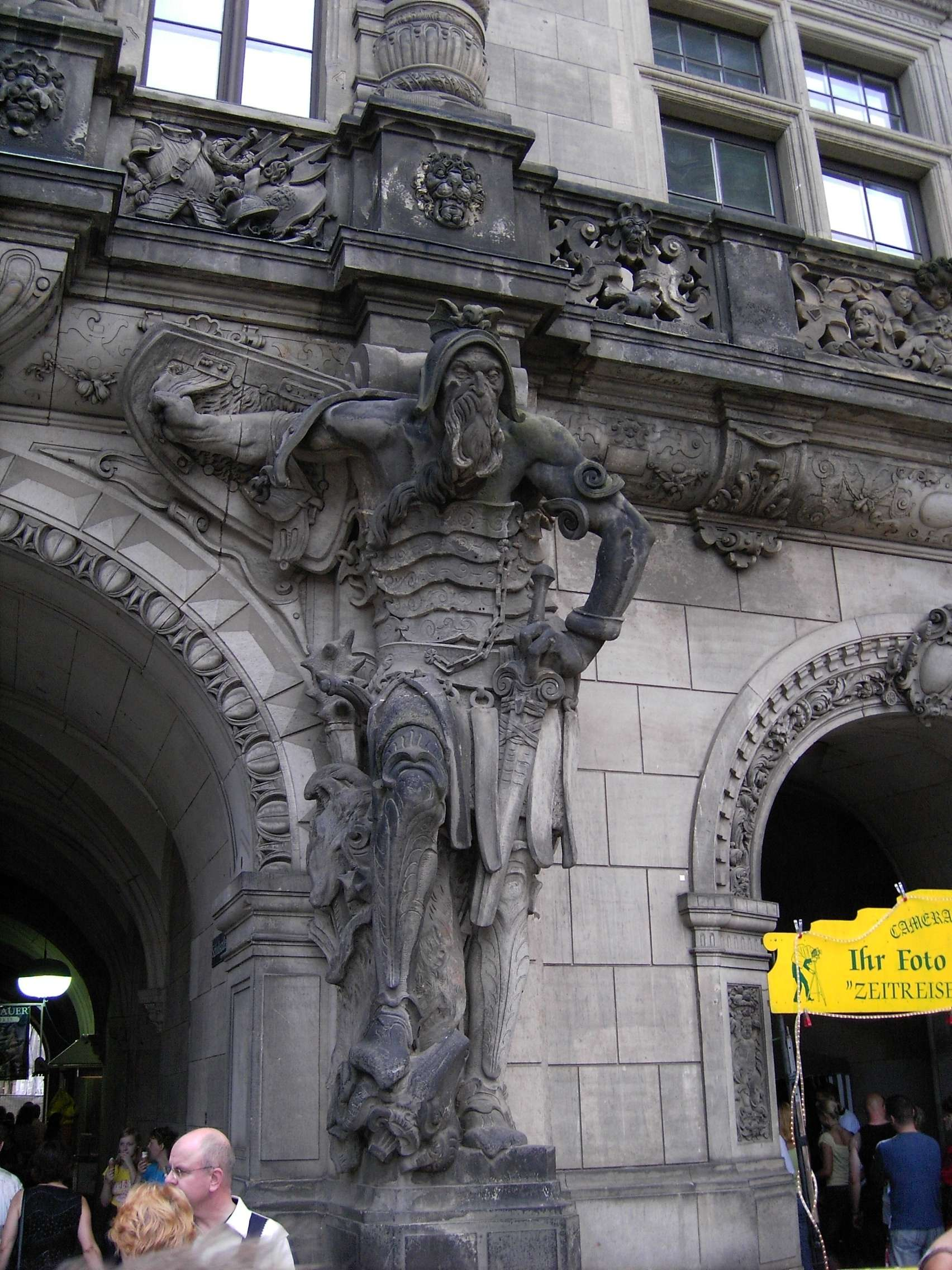
Rechte Statue am Georgentor
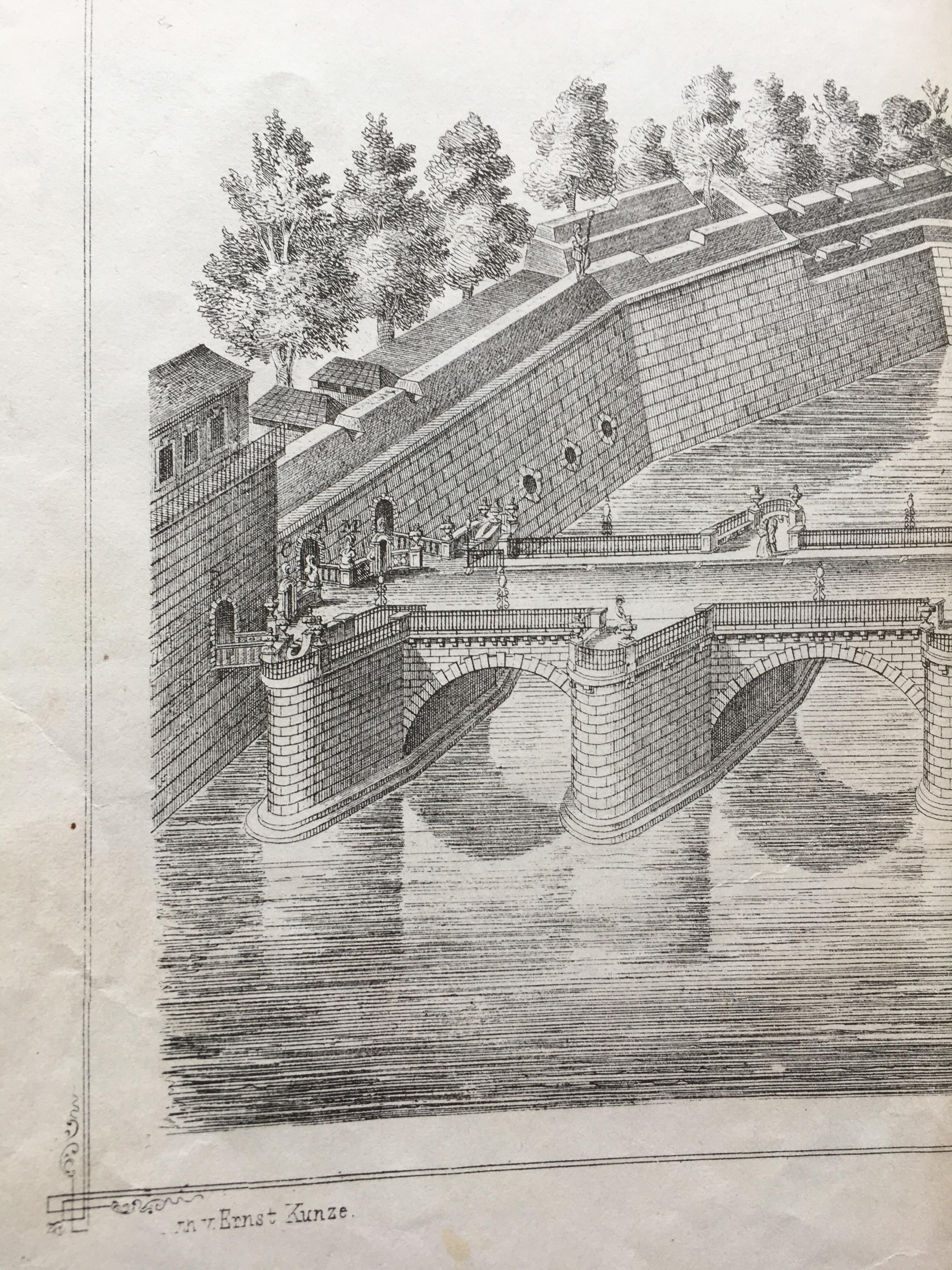
Ernst Kunze: Dresdner Elbbrücke 1731, Ausschnitt mit Elbtor